# Municipio de Henry (condado de Fulton)
El municipio de Henry (en inglés: Henry Township) es un municipio ubicado en el condado de Fulton en el estado estadounidense de Indiana. En el año 2010 tenía una población de 3048 habitantes y una densidad poblacional de 25,17 personas por km².

## Geografía
El municipio de Henry se encuentra ubicado en las coordenadas 41°1′15″N 86°3′1″O / 41.02083, -86.05028. Según la Oficina del Censo de los Estados Unidos, el municipio tiene una superficie total de 121.07 km², de la cual 120,3 km² corresponden a tierra firme y (0,64 %) 0,77 km² es agua.

## Demografía
Según el censo de 2010, había 3048 personas residiendo en el municipio de Henry. La densidad de población era de 25,17 hab./km². De los 3048 habitantes, el municipio de Henry estaba compuesto por el 87,11 % blancos, el 0,07 % eran afroamericanos, el 1,18 % eran amerindios, el 0,03 % eran asiáticos, el 10,56 % eran de otras razas y el 1,05 % eran de una mezcla de razas. Del total de la población el 14,73 % eran hispanos o latinos de cualquier raza.